# Демілень
Демілень, Демілені (рум. Dămileni) — село у повіті Ботошані в Румунії. Входить до складу комуни Крістінешть.
Село розташоване на відстані 409 км на північ від Бухареста, 45 км на північний захід від Ботошань, 138 км на північний захід від Ясс.